# Sarcophilus prior
Sarcophilus prior es una especie extinta de marsupial dasiuromorfo de la familia Dasyuridae. Data del Pleistoceno. Pertenece al mismo género que el diablo de Tasmania.